# SI-35
Aquest subfusell era una arma dissenyada i produïda en la Segona República Espanyola durant la dècada de 1930, i que va començar la seva producció en 1935. Disparava la munició de 9 x 23 mm Largo.

## Història
Aquest subfusell va ser un dels primers que va fabricar STAR, juntament amb les seves variants: la RU 35, la TN 35 i la ATLANTIC. Aquestes tres armes eren gairebé idèntiques, amb l'única diferència rellevant sent la cadència de foc, que era de 300 RPM en el cas de la RU i de 700 en els altres dos casos. La SI-35 tenia una característica que la feia fàcilment diferenciable de les seves germanes: que disposava de foc en semiautomàtic, i d'automàtic ràpid (700 RPM) i lent (300 RPM). La SI-35, tenia una palanca seleccionadora que permetia el canvi de mode de foc.
Aquesta variant, junt amb la RU-35 van ser utilitzats en la Guerra Civil Espanyola, i les altres dues variants (TN 35 i ATLANTIC) es van reservar per a comissions de proves en França, el Regne Unit, Alemanya i els Estats Units, encara que mai van ser utilitzades per culpa dels sues mecanismes massa complicats i el seu preu molt alt.
Tots els models disposaven d'un riell per afegir una baioneta.
Tota la serie va estar inspirada en grans quantitats per la MP 28 de disseny alemany / espanyol.
Aquestes versions, al contrari que la MP 28, tenien el carregador en la part inferior de l'arma. Però també disposaven d'un canó que es refredava amb l'aire, amb sis barres cap a la dreta.